# Vitalius vellutinus
Vitalius vellutinus är en spindelart som först beskrevs av Cândido Firmino de Mello-Leitão 1923.  
Vitalius vellutinus ingår i släktet Vitalius och familjen fågelspindlar. Inga underarter finns listade i Catalogue of Life.